# Arthur H. Steinhaus
Arthur H. Steinhaus (* 4. Oktober 1897 in Chicago, Illinois; † 8. Februar 1970 in East Lansing, Michigan) war ein amerikanischer Sportphysiologe. Er gilt als einer der Gründer der amerikanischen anwendungsorientierten Sportmedizin.

## Leben und Wirken
Nach der Highschool schrieb sich Steinhaus an der University of Chicago ein (1919–1928), wo er seinen B.S., M.S. und Ph.D. in Zoologie und Physiologie bekam. Zusätzlich erlangte er den Bachelor of Physical Education (B.P.E.) und den Master of Physical Education (M.P.E.) in Leibesübungen am vom Christlicher Verein Junger Menschen betriebenen George Williams College in Chicago (1915–1926). Dieser Institution war Steinhaus während fünfzig Jahren als Student, Lehrer und Dekan verbunden (1915–1965). 1931 besuchte er mit einem Guggenheim-Stipendium Europa. Im Zweiten Weltkrieg war er Berater der U.S. Navy in den Bereichen Fitness und Rehabilitation. Von 1943 bis 1945 war Steinhaus Präsident der National Academy of Kinesiology. 1954 gründete er das American College of Sports Medicine.
Nach dem Ruhestand war er während drei Jahren Seniorprofessor an der Michigan State University. Außerdem nahm er Gastprofessuren in allen Erdteilen wahr, da er als einer der Gründungsväter der modernen anwendungsorientierten Sportmedizin überall gefragt war.

## Forschung und Bedeutung
Steinhaus befasste sich vor allem mit den Auswirkungen des täglichen Lebens (Essen, Trinken, Schlafen, Rauchen) auf die Gesundheit.  Er hat das Gesundheitsbewusstsein der Amerikaner geprägt. Weil er ein angesehener Forscher war, war seine Meinung auch in Zeitungen und Zeitschriften gefragt.